# Discepole del Buon Pastore
Le Discepole del Buon Pastore sono un istituto religioso femminile di diritto pontificio.

## Storia
La congregazione fu fondata a Manduria da Maria Francesca Pasanisi: fin dalla giovinezza aveva manifestato il desiderio di abbracciare la vita religiosa ma fu costretta a rimandare l'ingresso in convento per poter assistere la madre malata; nel 1932, alla morte della madre, il suo confessore le consigliò di aprire la sua casa ai bambini poveri e abbandonati e di destinare le sue risorse finanziarie alle opere di carità.
La Pasanisi iniziò a condurre vita comune con alcune collaboratrici, che con lei si dedicavano all'insegnamento del catechismo e alle opere parrocchiali: aprì un asilo per bambini poveri, un laboratorio di ricamo e una scuola di taglio e cucito. La Pasanisi e le compagne si orientarono verso la costituzione di una nuova congregazione religiosa e il 19 aprile 1943 Antonio Di Tommaso, vescovo di Oria, eresse canonicamente l'opera in istituto religioso.
La congregazione divenne di diritto pontificio con il pro-decreto del 23 dicembre 1947.

## Attività e diffusione
Le suore si dedicano all'aiuto al clero nelle opere parrocchiali.
La sede generalizia è a Manduria.
Nel 2014 l'istituto contava 10 religiose in 5 case.